# Lifeline (Schiff)
Die Lifeline war ein privat betriebenes Seenotrettungsschiff des Vereins Mission Lifeline. Im Juni 2018 erfuhren sowohl seine Einsätze im Mittelmeer als auch die Frage, ob das Schiff zu Recht die niederländische Flagge führe, erhebliche öffentliche Aufmerksamkeit.

## Geschichte

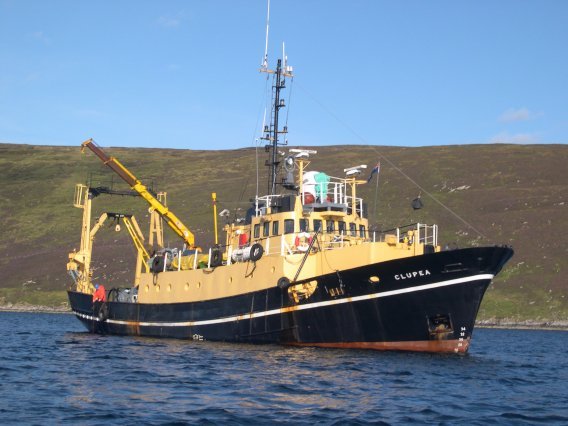
Clupea vor Schottland.

### Clupea
Das Schiff wurde im Jahr 1968 unter der Baunummer 940 auf der Werft Hall, Russell & Company in Aberdeen als Clupea für die britische Behörde Department of Agriculture & Fisheries for Scotland gebaut. Der in Leith beheimatete Trawler wurde als Fischereiforschungsschiff genutzt. Bereedert wurde das Schiff von Marr Vessel Management in Hull.
2008 wurde das Schiff an East Coast Charters in Lowestoft verkauft und umgebaut. Im Juli 2009 ging es an das ebenfalls in Lowestoft ansässige Unternehmen IDP International.

### Sea-Watch 2

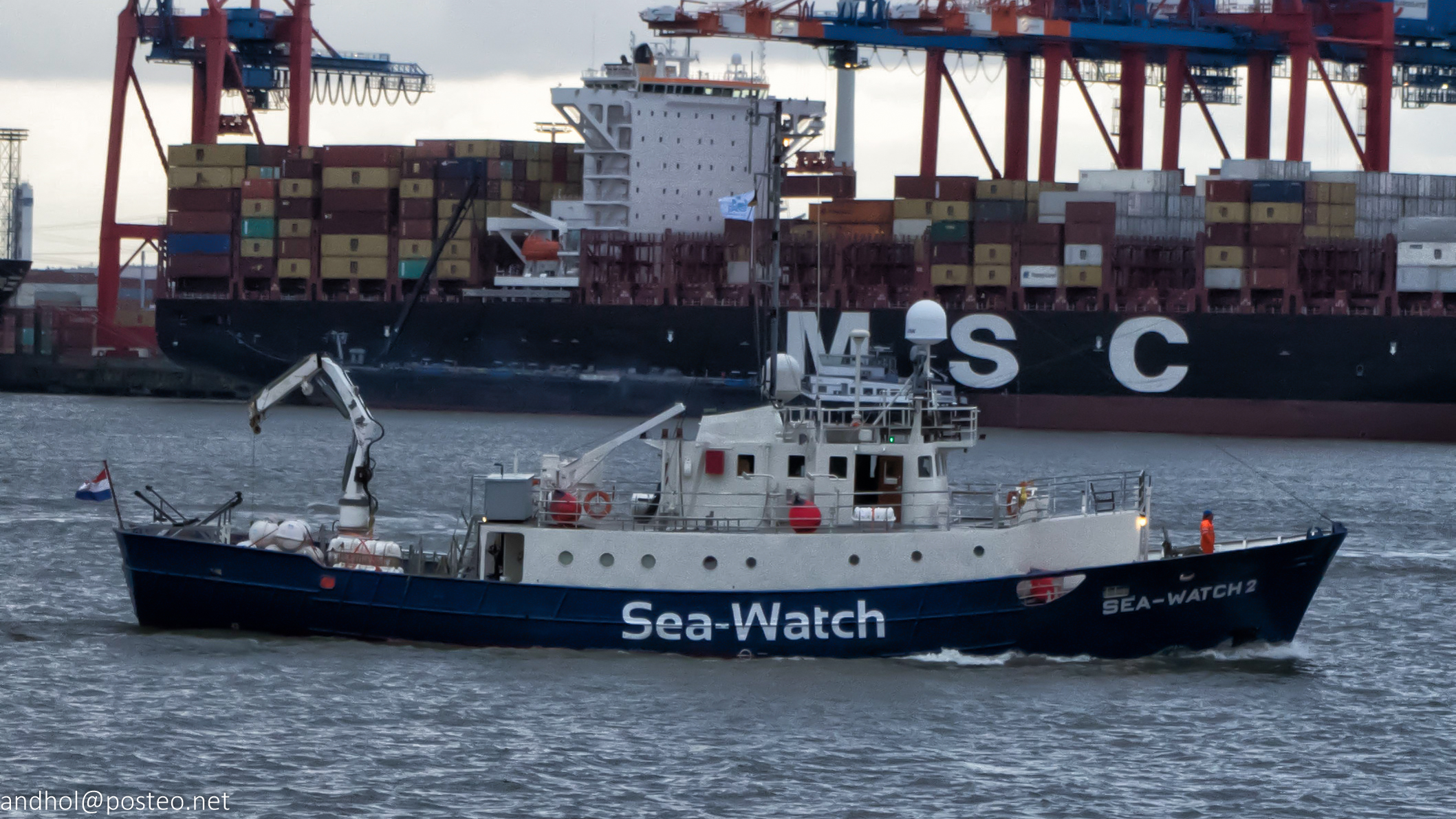
Sea-Watch 2 beim Auslaufen aus dem Hamburger Hafen

2015 kaufte der Verein Sea-Watch das Schiff und überführte es nach Hamburg. Auf der Pella-Sietas-Werft wurde es von Aktivisten zum Seenotrettungsschiff umgerüstet. Am 18. März 2016 wurde es auf Sea-Watch 2 umgetauft und startete anschließend zur Überfahrt nach Malta ins Operationsgebiet Mittelmeer. 2016 wurde das Schiff auch von Carola Rackete als Kapitänin geführt, diese erlangte im Juni und Juli 2019 durch die Entscheidung, als Kapitänin der Sea-Watch 3 mit geretteten Flüchtlingen gegen ein Verbot Italiens Lampedusa anzulaufen, internationale Bekanntheit.   Im Frühsommer 2017 entschloss sich der Verein, die Sea-Watch 2 zu verkaufen und ein größeres Schiff, die Dignity 1, zu kaufen.
Die Sea-Watch 2 operierte vom Hafen von Valletta aus vor der libyschen Küste, um in Seenot befindliche Flüchtlingsboote zu finden und zu versorgen. Normalerweise kehrte sie alle vierzehn Tage in den Hafen zurück, um Ausrüstung zu ergänzen und Teile der Besatzung auszutauschen. Das Schiff wurde bei der Rettung von über 25.000 Menschen eingesetzt.

## Lifeline

Logo der Mission Lifeline

2017 sammelte die 2016 gegründete Organisation Mission Lifeline aus Dresden 200.000 Euro, um das Schiff zu kaufen, und taufte es in Lifeline um. Es kam ab September 2017 zum Einsatz.

### Rettungsaktion vor Libyen
Im November 2017 war die Lifeline an einer Rettungsaktion vor der libyschen Küste beteiligt.
Kapitän Claus-Peter Reisch wurde von der Österreichischen Liga für Menschenrechte der Menschenrechtspreis 2018 verliehen. Das Team von Mission Lifeline und der Kapitän Claus-Peter Reisch erhielten im April 2019 den Lew-Kopelew-Preis. Anfang 2020 wurde bekannt, dass Reisch auf absehbare Zeit nicht mehr als Kapitän auf der Lifeline fahren will. Zudem wurde die Lifeline im Februar 2020 verkauft.

### Von Italien als „illegal“ erklärt

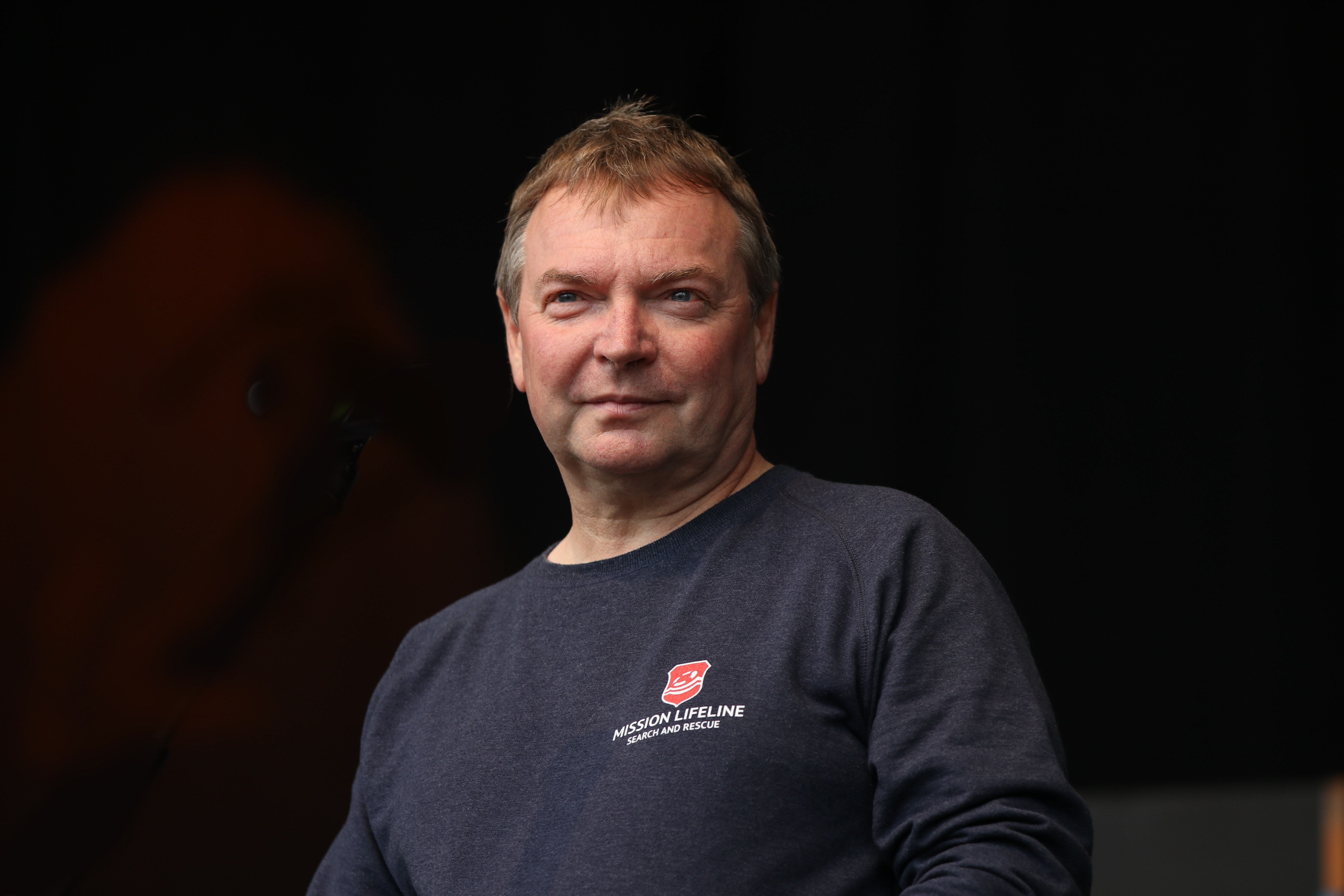
Claus-Peter Reisch – Kapitän der Lifeline

Am 21. Juni 2018 sichtete die Besatzung, zwischen vier und fünf Uhr morgens zwei seeuntüchtige Boote in internationalen Gewässern, meldete dies der Notleitstelle in Rom und nahm 234 Menschen an Bord. Am 21. Juni 2018 bezeichnete der italienische Innenminister Matteo Salvini (Regierung Conte) einen aktuellen Rettungseinsatz der Lifeline und der Seefuchs als illegal, weil die Besatzungen die Anweisungen der zuständigen Leitstelle ignoriert hatten, die der libyschen Küstenwache das Kommando über diesen Rettungseinsatz übergeben hatte. Der libyschen Küstenwache die Rettung zu übertragen, nannte Vereinsgründer Axel Steier in einem Interview mit der Zeit „absurd“, weil die Libyer über schlechtere Ausrüstung verfügten, oft weiter entfernt seien und die Leute später in Straflager verfrachten würden.
Die Lifeline unterstützte später das Containerschiff Alexander Mærsk bei der Rettung von weiteren Menschen aus Seenot.

### Italien verweigert Anlegen im Hafen
Italien verwehrte der Lifeline (wie schon wenige Wochen vorher der Aquarius) das Anlegen in einem Hafen. Auch Malta ließ das Schiff zunächst keinen Hafen der Insel anlaufen. Es gibt hier eine seerechtliche Unklarheit, da Schiffe verpflichtet sind, Menschen in Seenot aufzunehmen, Staaten jedoch im Allgemeinen nicht verpflichtet sind, Schiffe mit Geretteten an Bord einlaufen zu lassen.

### Malta

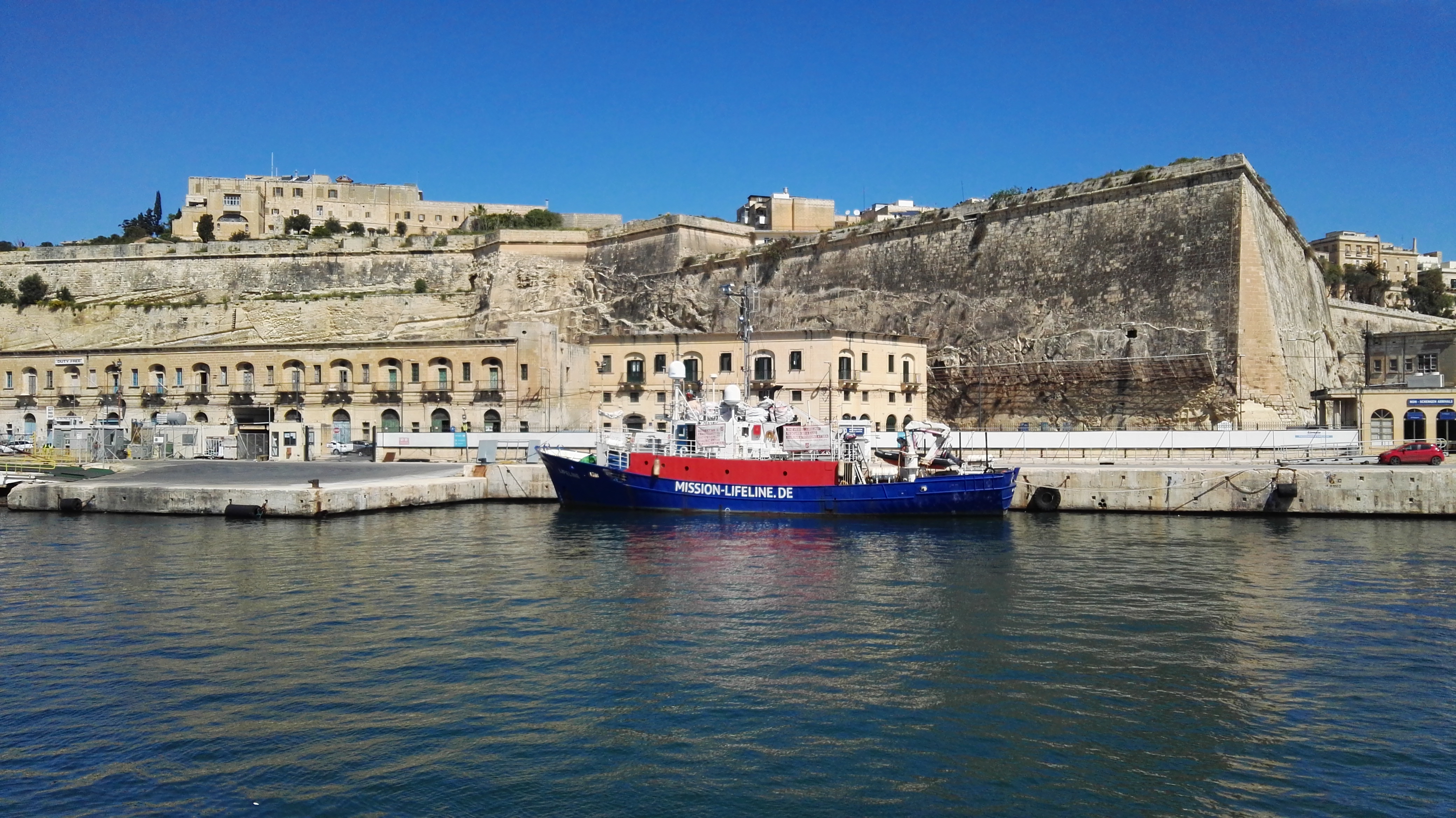
Lifeline 2019 im Grand Harbour von Malta

Maltas Ministerpräsident Joseph Muscat teilte am 23. Juni 2018 mit, sein Land werde die Lifeline mit Proviant versorgen. Malta machte schließlich eine Einfahrtserlaubnis davon abhängig, dass europäische Länder sich zur Aufnahme der Flüchtlinge bereit erklärten. Nachdem diese Zusicherungen erfolgt waren, erlaubte Muscat dem Schiff am 27. Juni, einen Hafen in Malta anzulaufen. Malta, Frankreich, Italien, Portugal, Belgien, die Niederlande, Irland und Luxemburg hätten zuvor die Bereitschaft zur Aufnahme signalisiert. Muscat teilte ebenfalls mit, dass gegen den deutschen Kapitän der Lifeline Claus-Peter Reisch, ein Ermittlungsverfahren eingeleitet würde, da die Aktivisten offenbar mehrfach den Transponder, der die Position des Schiffes übermittelt, abgeschaltet hätten. Er durfte Malta ab dem 16. Juli verlassen; das Gericht hatte die Ausreisesperre aufgehoben. Zur Fortführung der Gerichtsverhandlungen am 30. Juli musste er wieder in Malta sein. Der Prozess endete schließlich im Januar 2020 mit einem Freispruch.

### Kontroverse um die Flagge

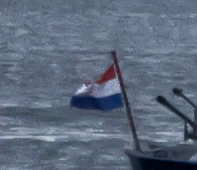
Flagge der Sea-Watch 2 beim Auslaufen aus dem Hamburger Hafen Richtung Mittelmeer

Bezugnehmend auf den Flaggenstaat der Lifeline und der Seefuchs forderte Innenminister Salvini in sozialen Medien, die beiden Schiffe sollten die geborgenen Personen in die Niederlande bringen. Nach Meinung von Seline Trevisanut, die an der Universität Utrecht Seerecht lehrt, ist, obwohl Staaten im Allgemeinen nicht verpflichtet sind, Boote mit Geretteten an Bord einlaufen zu lassen, der Flaggenstaat im Speziellen sehr wohl dazu verpflichtet. Die Vertretung der Niederlande bei der Europäischen Union erklärte jedoch, die beiden Schiffe seien nicht in den Niederlanden registriert. Italiens Verkehrsminister Toninelli kündigte die Beschlagnahme der Schiffe zum Zwecke einer Registrierungsüberprüfung an.
Die Niederlande erklärten, das Schiff sei zwar beim Koninklijk Nederlands Watersportverbond registriert, einem Sportverband, dies sei jedoch nicht mehr als ein Eigentumsnachweis. Ein Eintrag ins niederländische Schiffsregister liege dagegen nicht vor und folglich auch kein Schiffszertifikat. Die niederländische Regierung erklärte, sie sehe für sich keinen Handlungsbedarf, da aus dem – aus ihrer Sicht – unrechtmäßigen Führen der niederländischen Flagge für die Niederlande keine Verpflichtung erwachse. Die Seerechtlerin Nele Matz-Lück vom Walther-Schücking-Institut der Universität Kiel nahm an, dass die niederländische Argumentation korrekt sei.
Axel Steier von Mission Lifeline hielt dagegen, dass für Boote unter 500 t die Eintragung als Sportboot beim Wassersportverband ausreiche, um die Flagge zu führen. Mission Lifeline stütze sich dabei auf ein Gutachten der Universität Leiden.

### Verkauf 2020
Das Schiff wurde im Februar 2020 verkauft, da laut Verein „kein europäisches Land seine Flagge zu tragbaren Bedingungen zur Verfügung stellen“ wollte. Zunächst für einen Preis von 75.000 Euro angeboten, wurde der letztendlich erzielte Verkaufserlös in „niedriger fünfstelliger Höhe“ in den Ausbau eines neuen Schiffs des Vereins, der Rise Above, investiert.

## Film
Der Filmemacher Markus Weinberg hat das Team der Lifeline zwei Jahre lang mit seiner Kamera begleitet. Entstanden ist der Dokumentarfilm Die Mission der Lifeline, der am 25. Februar 2019 in Graz uraufgeführt wurde. Nachfolgend lief der Film auf Festivals und in ausgewählten Kinos.